# Щолценберг
Щолценберг (на немски: Stolzenberg) е 1609 m висока планина в Баварските Фор-Алпи, в Бавария, Германия.
Намира се в баварските „Мангфалгебирге“ югоизточно от Шпицингзе. За разходка най-лесно се стига до Щолценберг от селището Шпицингзе.
- „Нормалният рут“ в Щолценберг в Бавария